# Christopher Cross (Album)
Christopher Cross ist das Debütalbum des US-amerikanischen Singer-Songwriters Christopher Cross.

## Geschichte
Christopher Cross war 1979 ein unbekannter Sänger einer Coverband aus San Antonio, als er für seine eigenen Songs einen Plattenvertrag bei Warner Bros. unterschrieb. Er nahm diese Songs noch im selben Jahr auf und landete mit der ersten Singleauskoppelung Ride Like the Wind in den USA gleich auf Platz zwei der Verkaufscharts. Das Album, das seinen Namen als Titel trägt, erreichte als höchste Platzierung den sechsten Platz der Charts. Die weitere Auskoppelung Sailing war eine Woche lang auf Platz eins der Charts.
Das Album gilt als eines der einflussreichsten des s. g. Softrocks, der Anfang der 1980er Jahre populär wurde. Christopher Cross gelang es bei der Grammy-Award-Verleihung 1981 als erstem Künstler, alle vier Hauptpreise in den Kategorien Bestes Album, Bester Sänger, Bester Song (Sailing) und Bester Newcomer zu gewinnen. Erst 2020 gelang Billie Eilish der gleiche Erfolg. Zwei weitere Grammys erhielt der Song Sailing für das beste Gesangarrangement und als Single des Jahres.

## Titelliste
Alle Songs wurden von Christopher Cross geschrieben und komponiert.
1. Say You’ll Be Mine – 2:53
2. I Really Don't Know Anymore – 3:49
3. Spinning – 3:59
4. Never Be the Same – 4:40
5. Poor Shirley – 4:20
6. Ride Like the Wind – 4:30
7. The Light Is On – 4:07
8. Sailing – 4:14
9. Minstrel Gigolo – 6:00

## Besetzung
Larry Carlton (Gitarre), Valerie Carter (Background Vocals), Lenny Castro (Percussion), Christopher Cross (Gesang, Gitarre), Victor Feldman (Percussion), Chuck Findley (Trompete), Jay Graydon (Gitarre), Don Henley (Background Vocals), Jim Horn (Saxophon), Eric Johnson (Gitarre), Jackie Kelson (Saxophon), Nicolette Larson (Background Vocals), Myrna Matthews (Background Vocals), Marti McCall (Vocals), Lew McCreary (Posaune), Michael McDonald (Background Vocals), Rob Meurer (Keyboards), Michael Omartian (Keyboards), Stormie Omartian (Background Vocals), Tomás Ramírez (Saxophon), Don Roberts (Saxophon), Andy Salmon (Bass), J. D. Souther (Background Vocals) und Tommy Taylor (Drums).

## Kommerzieller Erfolg

### Chartplatzierungen
| ChartsChartplatzierungen       | Höchstplatzierung | Wochen |
| ------------------------------ | ----------------- | ------ |
| Vereinigte Staaten (Billboard) | 6 (116 Wo.)       | 116    |
| Vereinigtes Königreich (OCC)   | 14 (75 Wo.)       | 75     |

### Auszeichnungen für Musikverkäufe
| Land/Region                  | Auszeichnungen für Musikverkäufe (Land/Region, Auszeichnung, Verkäufe) | Verkäufe  |
| ---------------------------- | ---------------------------------------------------------------------- | --------- |
| Australien (ARIA)            | 3× Platin                                                              | 210.000   |
| Frankreich (SNEP)            | Platin                                                                 | 300.000   |
| Neuseeland (RMNZ)            | Gold                                                                   | 10.000    |
| Niederlande (NVPI)           | Gold                                                                   | 50.000    |
| Spanien (Promusicae)         | Gold                                                                   | 50.000    |
| Vereinigte Staaten (RIAA)    | 5× Platin                                                              | 5.000.000 |
| Vereinigtes Königreich (BPI) | Platin                                                                 | 300.000   |
| Insgesamt                    | 3× Gold · 10× Platin ·                                                 | 5.920.000 |